# Ateneo de Albacete
El Ateneo Albacetense, también conocido como Ateneo de Albacete, es una institución cultural privada ubicada en la ciudad española de Albacete.
Fue fundado el 24 de octubre de 1880 por un grupo de intelectuales formado por abogados, médicos o maestros. Tuvo su primera sede en la calle Zapateros.
Por el Ateneo han pasado numerosas personalidades a lo largo de su historia. Está situado en un monumental edificio de la histórica calle Feria de la capital albaceteña.
El centro cuenta con biblioteca pública, auditorio, restaurante, cafetería o salón de juegos.
El Ateneo de Albacete es el cuarto más antiguo de España tras los de Madrid, Barcelona y Valencia.